# Fidel Funes
Fidel Maximiliano Funes Nolasco (El Tumbador, San Marcos, 12 de marzo de 1956-Ciudad de Guatemala, 1 de marzo de 2025) fue un compositor, músico y productor musical guatemalteco.

## Biografía
Nació en El Tumbador en el departamento de San Marcos. Creció en un ambiente musical ya que su abuelo y su padre eran marimbistas. A sus doce años se mudó a la ciudad de Guatemala para reforzar sus habilidades como músico. De día repartía periódicos y de noche estudiaba en el Instituto Domingo Betancourt, a los catorce años se incorporó al grupo Happy Boys.
Antes de fundar su agrupación, formó parte de grupos como La Gran Continental, Marimbas que Cantan y El Gallito, muy reconocidos en las décadas de 1960 y 1970.
Fundó su grupo musical llamado Fidel Funes y su Marimba Orquesta, este en un principio se llamaba Orquesta Indiana pero debido a un reclamo por el uso indebido del nombre, se cambió al que hoy se conoce.
En 2014 la Orquesta Sinfónica de Guatemala le rindió homenaje por el 34 aniversario de su marimba orquesta, esto en la Gran Sala Efraín Recinos del Centro Cultural Miguel Ángel Asturias.
En los años 80 el y su grupo salieron en dos películas interactuando con Los Tigres del Norte y en 2015 tuvo una participación con su grupo musical en la Telenovela Amor de Barrio.
Funes falleció el 1 de marzo de 2025 de un paro cardiaco rodeado de su familia por problemas renales.

## Discografía
- Los Mejores Éxitos Bailables de Fidel Funes y su Marimba Orquesta
- Los Mejores Éxitos Bailables de Fidel Funes y su Marimba Orquesta Vol. 2
- Bailables Latinas
- 33 Años
- Concierto de Plata Vol. 1
- Super Concierto Vol. 2
- Bodas de Plata Zarabanda No. 7
- Con Mucho Cariño Mosaicon XL3
- El Son Folklore de Guatemala
- Exitos de Siempre
- Las Tandas del ´98
- Los Mejores Éxitos Bailables Vol. 2
- Mi Pasión por la Marimba Orquesta
- Mosaico Gigante Incluye Zarabanda No. 8
- Mosaicon XL2
- Mosaicon XL
- Pura Marimba
- Siguen las Tandas 99
- Y Vuelven las Tandas de Fidel Funes
- Zarabanda #5
- Zarabanda #6
- Zarabanda No. 4
- Zarabanda
- Zarabandeando
- 36 Años Vol. 3
- Para el Mundo
- La Orquesta Sinfónica Nacional de Guatemala Rinde Homenaje a Fidel Funes y su Marimba Orquesta
- La Leyenda Continúa
- El Sabor Continua Vol. 4
- Continua la Leyenda Vol. 6
- La Leyenda Vol. 5
- 44 Años de La Leyenda Vol. 7

## Filmografía
| Año  | Título            | Ref(s) |
| ---- | ----------------- | ------ |
| 1987 | La jaula de oro   | [ 6 ]  |
| 1989 | Tres veces mojado | [ 6 ]  |
| 2015 | Amor de Barrio    | [ 5 ]  |